# ستيفن كيارني
ستيفن كيارني (بالإنجليزية: Stephen Kearney)‏ هو لاعب دوري الرغبي نيوزيلندي، ولد في 11 يونيو 1972 في Paraparaumu ‏ في نيوزيلندا.